# X (álbum de Kylie Minogue)
X es un álbum de estudio lanzado en 2007 por la cantante australiana Kylie Minogue. Es su décimo trabajo discográfico, y su primer lanzamiento desde su álbum de grandes éxitos de 2004, Ultimate Kylie. También es su primer álbum de estudio después de Body Language. X fue precedido por el sencillo "2 Hearts" y lanzado mundialmente en noviembre de 2007. El lanzamiento estadounidense de X llegó en abril de 2008, precedido por el sencillo "All I See". 
El trabajo en el álbum comenzó a raíz de la gradual recuperación de cáncer de mama y posterior tratamiento con radioterapia de Minogue. Su cáncer, el cual fue diasnogticado el 17 de mayo de 2005, dio como resultado el postergamiento de su gira Showgirl: The Greatest Hits Tour, en la mitad de su trayectoria de presentaciones. Minogue reanudó la gira más tarde en 2006, en medio de la grabación de X, y la completó al año siguiente.
X se caracteriza por ser una producción heterogénea, con canciones de diferentes temáticas, que van desde el pop rock con "2 Hearts" hasta el urban pop con "Cosmic". Junto a este, la temática artística y visual de X es artificial, minimalista y futurista.
A pesar de la recepción crítica mixta, X fue nominada a los BRIT Awards por Mejor Álbum Internacional y debutó en el puesto #1 en Australia, y en el top 5 de Reino Unido. Una declaración no oficial se ha dado en las ventas de X, pero de acuerdo con el periódico británico The Times, en julio de 2007, X había vendido 941 000 de copias mundialmente. Sin embargo hasta diciembre del 2008, X había vendido mundialmente 1 000 000, una cantidad mucho mayor.
El 3 de diciembre de 2008, se ha anunciado que X fue nominado en la quincuagésima primera entrega de los Premios Grammy en la categoría de "Best Electronic/Dance Album".

## Historia

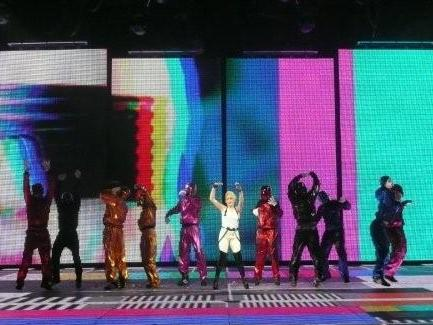
Minogue cantando “In My Arms” en su gira promocional KylieX2008, el Sencillo más Exitoso del Álbum.

Mientras se recuperaba en Melbourne, Minogue comenzó escribiendo letras hacia el final de su tratamiento contra el cáncer a mediados de 2006, al no haber trabajado en la música el año anterior. Inspirada por pensar acerca de las cosas Minogue quería hacer, una vez que su recuperación fuera completada y de sus dudas acerca de volver a su carrera; ella escribió letras que más tarde formarían la base de "Cosmic" y "No More Rain".
Debido al tiempo de recuperación después de su cáncer, X fue el primer álbum de Kylie en ser preparado conscientemente para la grabación de, habiendo sido previamente contratados por gran parte de su carrera en un ciclo interminable de registro, lanzamientos y giras. Ella estaba preocupada por no haber cantado en algún momento y si o no podría realizar tan pronto después de su tratamiento contra el cáncer. Minogue comenzó a trabajar en el proyecto en mayo de 2006, solo para romper la reanudación de la gira Showgirl al final del año. Una vez que la gira finalizó, ella retornó al estudio de grabación a completar el álbum, completanto una sensación de que se trataba de un objetivo personal que se había establecido.
Inicial de períodos de sesiones en Nueva York con Jake Shears y Babydaddy de Scissor Sisters se traduciría en "White Diamond" y "Singing I N mY Sleep" antes de Minogue establecidos de larga data con sus coescritores Biffco (Richard Stannard, Julian Peake y Paul Harris) en Brighton para trabajar en una serie de pistas. Estas colaboraciones resultaron ser muy productivas, con "Stars", "Fall For You", "Ruffle My Feather", "Taprobane" y "I Don’t Know What It Is" siendo grabados. Durante las sesiones Biffco, el músico escocés Calvin Harris trabajó con el equipo de "In My Arms", Stannard, mientras que en una canción que había de origen titulado "The One", el cual el coprodujo con Russell Small y James Wiltshire de Freemasons. Stannard también trabajó con Stuart Crichton en "Tell It Like It Is", Dave Morgan ("Simple Boy"), Rob Davis ("One To One"), Martin Harrington, Ash Howes y Hanna Robinson ("Give Up To Love").
Una vez que las sesiones para el álbum se pusieron en marcha, Parlophone de A&R del equipo enviado por escrito y la producción de informes a un gran número de artistas, productores y compositores, algunos de ellos bien considerados, algunos hasta-y próximos-y algunos desconocidos, solicitar demo para presentaciones Minogue y su equipo a escuchar. Minogue continuó trabajando con un número creciente de artistas sobre su nuevo material. Harris retornó al proyecto con "Heart Beat Rock", sesiones con el músico escocés Mylo resultando "I’m In The Mood For Love" y "Spell of Desire" mientras que Londres subterráneo grupo Kish Mauve producido dos de sus propias canciones de Minogue, "2 Hearts" y "Lose Control". Boy George y Amanda Ghost presentado una canción llamada "I'm Ready", con otras presentaciones procedentes de Rob Davis, Hannah Robinson ("So Safe"), Henrik Korpi ("Never Be Lonely"), Siobhan Fahey, Goldfrapp, Sneaky Sound System, Daft Punk, Hot Chip y Alan Braxe. 
Minogue del material tuvo un enfoque más electrónico con algunos de sus nuevos colaboradores. Productores Danéses Mich Hedin Hansen y Jonas Jeberg enviaron una demo de "Like a Drug" para Parlophone, el cual fue rechazado de primera, pero se aceptó al segundo intento. Minogue grabó la canción en Londres, y luego ella grabó "All I See" (Escrita por Compositores de EMI Edwin "Lil Eddie" Serrano), "Down Down" y "Rippin’ Up The Disco" con ellos. Sesiones en Estocolmo con escritores Karen Poole y Swedish y productores Bloodshy & Avant resultaron las canciones "Speakerphone", "Cherry Bomb" y "Nu-Di-Ty". Minogue puso en manifiesto de su libro Letra y trató de trabajar en "No More Rain" con ellos, pero su producción pesado estilo no funcionaba bien con la canción.
Minogue pidió a la creación de un estudio en Ibiza con el escritor anterior socio Karen Poole, y recién llegado a la tapa Greg Kurstin, un estadounidense multi-instrumentista músico / productor. Una vez allí escribió "Wow", "King or Queen", "Deepest Blue", "Carried Away", "Do It Again", y el "Magnetic Electric". Minogue dio a "No More Rain" a Kurstin para completar una nueva producción de la canción. Poole también un trabajó en pista con alma Mecánica titulado "My Love Is Real".
Unas pocas más canciones redondeado terminado el álbum de sesiones, Minogue grabó un cover Roxy Music, "Love is the Drug" con Calvin Harris, y concluyó "Cosmic" Por ejemplo, con el productor Eg White. Minogue encontró al cantautor Guy Chambers en una función, que le ofreció una canción que había escrito durante los últimos cuatro años y en torno a una muestra de Serge Gainsbourg de "Bonnie et Clyde". Cathy Dennis se sumaron a Minogue en el fomento de la pista, que se convirtió en "Sensitized". También ha escrito una serie de canciones para el álbum de Minogue, incluida una coescrito con el productor Marcos Ronson titulado "Boys Boys Boys". Minogue también terminó una serie de pistas con su socio desde hace mucho tiempo escrito Steve Anderson de los Hermanos en el ritmo, los temas incluyeron "Hush Hush", "Flower" y "That's Why They Write Love Songs".
El músico escocés Mylo también fue contratado para grabar varias canciones para el álbum de Minogue. Después de la grabación de las canciones en el estudio, se le dijo "que se enviaron fuera a ser mixta y estar en la final de registro". Él se conmovió cuando el producto final fue puesto en libertad sin que ninguno de sus pistas incluido. "Para ser honesto, creo que el álbum es un completo desorden, con la excepción de la pista que robó descaradamente, (Cardenal de Kish) "2 Hearts" le dijo a la BBC Radio 1. "I plan para mantener a mi público en el sector de la carne con Kylie durante el mayor tiempo posible".

### Título del álbum
En un principio el título del álbum iba a ser "Magnetic Electric", pero durante el período de producción, los fanes en los foros se referían a él como el Álbum X, haciendo referencia a que es el álbum número 10 de la cantante. Ella dijo más tarde a causa de esto era evidente cual sería el nombre.

## Recepción crítica
X recibió reseñas generalmente favorables de los críticos de música. En Metacritic, que asigna una calificación normal sobre 100 para las reseñas de los críticos de la corriente principal, el álbum recibió una calificación regular de 65, basado en 24 reseñas. Chris Long de la BBC Music elogió como «un álbum que junta con vitalidad y, como siempre con los lanzamientos de Kylie, una gran cantidad de diversión», notando que la «tendencia actual para electro es la única que siempre se adapta a Kylie y la acostumbrada para formarse a través de X». James Hunter de The Village Voice creyó que «no es la producción, como copiosamente sexy como es, que hace [el álbum] grande: Es que Kylie tiene oído para escuchar música fantástica de pop-rock rediseñado para el 2008, y que no se acerca no como un mero sonido brillante, sino como música totalmente vital». Mark Sutherland escribió para Billboard que «los productores de cadera [...] y los compositores de pesado éxito están presente y correctos, pero ellos nunca nublan la fórmula dance, saucy pop y animada de Minogue», estimando al álbum como un «verdadera retorno». En una reseña para The New York Times, Kalefa Sanneh comentó que «X no alcanza los altos estándares de la señorita Minogue, siendo a veces encontrados en algunos de ellos», refiriendo a «Speakerphone» como una «canción meta-dance, intoxicado con él mismo». Sharon O'Connell de Yahoo! Music describió al álbum como un «conjunto astutamente sofisticado, brillante e inteligente de ejercicios de pista de baile. Este es la grabación que nosotros esperamos que Girls Aloud podría hacer. Aquí no está las transgresiones creativas y emocionantes, y Kylie no desea ganar un Pulitzer por su prosa, pero como producción de música pop avanza. Es un durazno». Alexis Petridis de The Guardian, entregando a X una calificación de tres estrellas sobre cinco, complemento: «"No More Rain" por su dinamismo alegre pellizca desde "Ray of Light" de Madonna, y la letra hablan sobre una segunda oportunidad», pero siente que «la mayoría de la canciones no aparecen hablar mucho sobre algo». Él añade que «X es más negocio que lo usual para un álbum de Kylie Minogue: un puñado de grandes pistas envuelto por un equipo que es tan copado que podrías meterlo en una cavidad en la pared y guardarlo hasta 33% en tu factura de luz». El crítico Peter Robinson de The Observer agregó que X es como «una colección de pistas que va sobre lo meramente regular. Un típico álbum de Kylie, en otras palabras. Este es un negocio que lo usual, pero es el comienzo para suene así». Él declararía que «escuchando para lo alegre pero las pistas débiles como "Wow" y "Sensitized", este podría ser fácil de acusar a X de ser perezosa pero el reverso es más verdadero: esto es un álbum tan sobrepensado y tan doloroso de argumentar que durante su construcción ninguna sensación de perspectiva parece haberse perdido».
Jam Spike de About.com calificó el álbum con cuatro estrellas sobre cinco, describiéndolo como «una espléndida fusión de electrónica glam y dance que definitivamente brilla como un gran ejemplo de fusión electropop», mientras nota que «incluso a través de algunas de las baladas de X arrastran al álbum abajo en los tiempos, el álbum como un todo marca un gran retorno para Kylie y definitivamente mueve hacia desde que ella lo hizo con Light Years y Fever. Chris True de Allmusic entregó a X tres estrellas y media sobre cinco, diciendo que mientras algo del álbum es «muy, muy bueno» (nombrando a «Sensitized», producida por Guy Chambers, como la mejor la pista en el álbum), la mayoría de esto «carece —cuando es presentado como un todo— para las pocas colecciones que Minogue ha tenido: consistente». Él añade comentando que «esto se siente más como un artista tratando de asegurarse de tener tonar las bases cubiertas». Dave Hughes de Slant Magazine apuntó que «uno de los aspectos más contemporáneos (y menos placenteros) de X es su producción dispersa, que entrega un desorden de déficit de atención de enfoque agrupado de una típica producción de Gwen Stefani que uno de los retornos a casa de máquina láser de una princesa disco para Minogue». Notó la pistas producidas por Bloodshy & Avant «Speakerphone» y «Nu-di-ty» como «fenomenalmente irritantes», pero citó a «Wow» como el momento cumbre en el álbum, llamándolo «un conjunto tremendo y hermoso de los aspectos comercialmente exitosos de la carrera de Minogue hasta la fecha, una pista disco, juvenil e hiperactiva y llena de diversión, una llegada de gran presupuesto, algo totalmente desechable que ella vende sin vergüenza». Tom Ewing de Pitchfork Media opinó que «X puede parecer como una revisión básica para los seguidores de Minogue que han ignorado los pocos años pasados de los gráficos pop —Aquí está un ritmo al estilo del pop perfecto y divertido al estilo de Gwen Stefani; aquí está algo de cortes de tipo neo-Britney Spears; aquí está algo de la sensualidad de Sugababes. Aquí está el electro-disco, cosmic disco y justamente un claro disco disco, nudos de más para las calles dance de los ochentas y el R&B de los 2000s. [...] Como era de esperar, no todos estos estilos de su conjunto». Evan Sawdey de PopMatters declaró que Minogue «está ardiendo para la primera parte de X», pero descartó la segunda mitad como «un corriente larga de relleno de clase alta» y «una lista de lavandería de sonidos olvidables». Michael Hubbard de musicOMH escribió que «las treces pistas de X hacen que las canciones de Kylie Minogue siempre aloquen un ritmo y entreguen letras enérgicas nada estimulantes sobre bailar, sexo y algo de eso. Junto, ellos han hecho un álbum de sonido caro tocado directamente en la audiencia existente de Minogue», pero más tarde concluye que el álbum está «más relleno que asesino».

## Ventas
El disco debutó en el número 1 en Australia el 3 de diciembre del 2007, dándole su tercer álbum número 1 en ese país. Hasta la fecha el disco ha sido certificado como disco de platino al superar las 70 000 copias vendidas. Sin embargo, fue su álbum con más bajo rendimiento en Nueva Zelanda al solo alcanzar el lugar 38. 
En Europa se mantuvo en el top 20 de varios países como Suiza, República Checa, Alemania y Austria. Pero alcanzó certificaciones de oro en Francia, Hungría y Bélgica. Mientras que en el Reino Unido logró su mejor posición al estrenarse en el casillero cuarto de la lista UK Albums. Hasta enero del 2010 las ventas llegaban a las 462 mil copias con ya disco de platino por vender más de 300 mil copias. 
En América pudo debutar en algunas naciones. En Estados Unidos llegó al puesto nº139 del Billboard Top 200 Albums y al n.º 4 del Billboard Electronic Albums vendiendo más de seis mil copias su semana de estreno. Las ventas llegan ya a las 40 mil copias.
En su primer año vendió más de un millón de copias, aunque se piensa que ya superó 1,6 millones.

## Portada y arte gráfico
Kylie en la portada aparece de los hombros hacia arriba con al piel muy blanca, pelo rubio, tomado, labios y uñas pintadas de rojo, una especie de antifaz de rejilla, con las orilla en rojo y amarillo, el nombre de esta y el título arriba en negro. La contraportada sale en blanco con celeste haciendo el efecto de ser el negativo de una foto con otra pose, con una cara al parecer de gozo, con la palabra X escrita en los labios y las canciones a un lado de la cara. La carátula interior frontal aparecen en un fondo negro las canciones del disco en una esquina escritas en blanco y rojo sin numerarlas, la carátula interior trasera es la misma foto de la contraportada pero a colores, vestida igual que como en la portada y el disco es plateado brillante con una gran X escrita con rojo y como si se hubiera escrito con delineador de ojos. Como en general con la música y los vídeos de X el disco es minimista y futurista.

## Gira
Artículo completo: KylieX2008
La cantante realizó un gira en vivo compilando los mejores sencillos de X, juntos con otros éxitos de sus otros álbumes. Uno de los eventos completos fue dado en Londres, en el estadio The 02 Arena.
0

## Lista de canciones

### Versión estándar
| N.º | Título | Escritor(es)                                                                                   | Productor(es)             | Duración |  |
| 1.  | «2 Hearts» | Jim Eliot, Mirna Stilwell                                                                      | Kish Mauve                | 2:54     |  |
| 2.  | «Like A Drug»                                                                                                 | Mich Hedin Hansen, Anthony Asher, Engelina Andrina Larsen, Adam Powers                         | Cutfather & Jonas Jeberg  | 3:17     |  |
| 3.  | «In My Arms»                                                                                                  | Kylie Minogue, Paul Harris, Julian Peake, Richard Stannard, Adam Wiles                         | Stannard, Calvin Harris   | 3:32     |  |
| 4.  | «Speakerphone»                                                                                                | Klas Åhlund, Christian Karlsson, Pontus Winnberg, Henrik Jonback                               | Bloodshy & Avant          | 3:54     |  |
| 5.  | «Sensitized*»                                                                                                 | Guy Chambers, Cathy Dennis, Serge Gainsbourg                                                   | Chambers, Dennis          | 3:56     |  |
| 6.  | «Heart Beat Rock»                                                                                             | Minogue, Karen Poole, Wiles                                                                    | Harris                    | 3:24     |  |
| 7.  | «The One**»                                                                                                   | Minogue, John Andersson, Johan Emmoth, Emma Holmgren, Russell Small, Stannard, James Wiltshire | Freemasons, Stannard      | 4:04     |  |
| 8.  | «No More Rain»                                                                                                | Minogue, Karlsson, Poole, Jonas Quant, Winnberg                                                | Greg Kurstin              | 4:02     |  |
| 9.  | «All I See»                                                                                                   | Edwin "Lil' Eddie" Serrano                                                                     | Jonas Jeberg & Cutfather  | 3:04     |  |
| 10. | «Stars» | Minogue, P. Harris, Peake, Stannard                                                            | P.Harris, Peake, Stannard | 3:42     |  |
| 11. | «Wow» | Minogue, Kurstin, Poole                                                                        | Kurstin                   | 3:13     |  |
| 12. | «Nu-di-ty» | Karlsson, Poole, Winnberg                                                                      | Bloodshy & Avant          | 3:03     |  |
| 13. | «Cosmic» | Minogue, Eg White                                                                              | White                     | 3:08     |  |
| 14. | «Magnetic Electric» (No incluido en ediciones físicas, pero disponibles en las ediciones digitales del álbum) | Minogue, Kurstin, Poole                                                                        | Kurstin                   | 3:17     |  |

(*)Serge Gainsbourg es el escritor y productor de la música de Bonnie & Clyde para la película homónima. La música que tiene como mismo ritmo de Sensitized, cabiendo recalcar que la música de Kylie Minogue es un extracto de Bonnie & Clyde, pero con diferente letra. En la versión original se usa una guitarra, mientras la nueva es con efectos electrónicos. Además, Sensitized tiene una adaptación en francés, cantado por Kylie Minogue junto a Christophe Willem. El cantante francés Christophe Willen la reeditó parcialmente en francés, mientras la voz de Kylie cantaba en el idioma original.
(**)The One es una adaptación de la música de Emma Holmgren. El cambio se nota en la estrofas y el coro se mantiene

### Edición especial en DVD
1. Xposed (Xpuesta): Entrevista con Kylie
2. Fotogalería
3. White Diamond Tráiler
4. "2 Hearts" Video musical

### Tema Extra
Especial Nokia Kylie X Bundle
1. "Heart Beat Rock (Benny Blanco Remix) con MC Spank Rock"(Poole, Wiles, Harris) - 3:13 - Incluido como un bonus track libre para su descarga para el especial Kylie X Nokia Phone.
2. "Wow" (72 Hours Remix) - 4:16 - Incluido un tema extra para Kylie X Nokia phones.
3. "In My Arms" ("tras la cámara") - 1:56 - Incluido como un tema extra' libre para su descarga para el especial Kylie X Nokia Phone.

Tema Extra en Internet
1. "Rippin' Up the Disco" (Jonas Jeberg, Jasmine Baird, Mich Hedin Hansen) - 3:29 - CD-ROM descargable desde Kylie.com
2. "Magnetic Electric" (Kurstin, Minogue, Poole) - 3:17 - tema extra de iTunes.
3. "White Diamond (Ballad Version)" (Jason Sellards, Scott Hoffman, Minogue) - 3:03 - iTunes pre-order bonus track.
4. "Carried Away"(Kurstin, Minogue, Poole) - 3:14 - MP3 release from Amazon.com bonus track.
5. "Heart Beat Rock (Benny Blanco Remix) ft. MC Spank Rock"(Poole, Wiles, Harris) - 3:13 - Tema extra de tiendas en Internet brasileñas tales como UOL Megastore. [14]

Temas Extra internacionales
1. "King or Queen" (Kurstin, Minogue, Poole) - 2:38- tema extra japonés
2. "I Don't Know What It Is" (Minogue, Davis, Stannard, Harris, Peake) - 3:17 - tema extra japonés
3. "In My Arms"* (con Jolin Tsai) (Minogue, Wiles, Stannard, Harris, Peake) – 3:32 - tema extra taiwanés
4. "All I See" (con Mims) (Jeberg, Hansen, Edwin "Lil' Eddie" Serrano) – 3:52 - tema extra estadounidense

(*)In My Arms (con Jolin Tsai) remplaza a la canción original.
Edición Especial para México
1. "In My Arms" (con Aleks Syntek) (Minogue, Wiles, Stannard, Harris, Peake, letra adicional en Español por Aleks Syntek) – 3:43
2. "In My Arms (Spitzer Dub)"
3. "Wow (CSS Remix)" - 3:17
4. "Carried Away" (Minogue, Kurstin, Poole) - 3:14
5. "Cherry Bomb" (Minogue, Karen Poole, Christian Karlsson, Pontus Winnberg, Jonas Quant) - 4:17
6. "Do It Again" (Minogue, Kurstin, Poole) - 3:21

Tour Edition
| Australia Disco de Remixes Bonus 1. "2 Hearts" (Harris & Masterson Extended Mix) 2. "2 Hearts" (Alan Braxe Remix) 3. "The One" (Freemasons Vocal Club Mix) 4. "Wow" (David Guetta Remix) 5. "Wow" (CSS Remix) 6. "In My Arms" (Chris Lake Vocal Mix) 7. "In My Arms" (Steve Pitron and Max Sanna Remix - Short) 8. "In My Arms" (Sebastien Leger Remix) 9. "In My Arms" (Spitzer Remix - Radio Edit) 10. "All I See" (Remix) featuring MIMS | Asia Canciones adicionales en el Disco Uno 1. "All I See" (Remix) featuring MIMS 2. "Magnetic Electric" 3. "The One" (Freemasons Remix) 4. "Can t Get You Out Of My Head" (Greg Kurstin Remix) Bonus DVD 1. 2 Hearts" (Video musical) 2. Detrás de cámaras de "2 Hearts" 3. "Wow" (Video musical) 4. Detrás de cámaras de "Wow" 5. "In My Arms" (Video musical) 6. Detrás de cámaras de "In My Arms" 7. "Wow" (En Directo en los Brits 2008) |

Lado B
1. "I Don't Know What It Is" (Minogue, Davis, Stannard, Harris, Peake) - 3:17 - Aparece en el sencillo de 2 Hearts
2. "King or Queen" (Kurstin, Minogue, Poole) - 2:38 - Aparece en el sencillo de 2 Hearts
3. "Cherry Bomb" (Minogue, Karen Poole, Christian Karlsson, Pontus Winnberg, Jonas Quant) - 4:17 - Aparece en Wow (Sencillo para Reino Unido) y In My Arms (Sencillo para Europa)
4. "Do It Again" (Minogue, Kurstin, Poole) - 3:21 - Aparece en Wow (Sencillo para Reino Unido) y In My Arms (Sencillo para Europa)
5. "Carried Away" (Minogue, Kurstin, Poole) - 3:14 - Aparece en Wow (Sencillo para Reino Unido) y In My Arms (Sencillo para Europa)
6. "Can't Get You Out of My Head" (Greg Kurstin Remix)" (Cathy Dennis, Rob Davis, Greg Kurstin) - 4:04 - Aparec en In My Arms (sencillo para Reino Unido) y Wow (sencillo para Europa)

### Estrenadas enKylieX2008
Kylie confirmó que existían dos canciones que no fueron incluidas en X, "Flower" y "Ruffle My Feathers". Estrenar las canciones en la gira KylieX2008, descrito por Kylie, fue un riesgo, pero al fin de cuentas fueron estrenadas.
- Ruffle My Feathers (Henchirme Mis Plumas)
- Flower (Flor)

### Producciones
Las siguientes canciones fueron escritas y grabadas durante las sesiones de X, pero no lograron pasar la fase del demo.

#### Canciones filtradas
- Lose Control (Perder el control), Fall For You [Versión # 2] (Flaquear por ti), y demos de Stars, In My Arms y Sensitized se filtraron en mayo de 2007 cuando un demo CDR 3-disco fue filtrado de Parlophone.

- I'm Ready (Estoy Lista): escrito por Boy George se filtró en agosto de 2007.

- In The Mood for Love (Con Ganas de Amor) (5:01) y Spell of Desire (Hechizo del Deseo) (6:21): se filtró por el MySpace de Mylo antes de ser eliminado rápidamente.

- Boombox (Caja Explosiva): En una sesión de grabación de Body Language se filtró esta música el noviembre de 2007. Un clip de 15 segundos de la música se filtró en marzo de 2008. Kylie utiliza la canción como una introducción a su exitosa canción Can't Get You Out Of My Head para su gira KylieX2008. En 2009, Kylie publicó oficialmente la canción en un álbum de remixes llamado Boombox, aunque la canción es un remix, afirmando que la versión original de la canción nunca fue publicada oficialmente en un álbum.

- Excuse My French (Disculpe, Mi Francés) y When The Cat's Away (Cuando la Felina se Ausenta): estas canciones fueron grabados por la cantante en un peridod de grabación del álbum y se filtró en marzo de 2007. Minogue negó más tarde la gestión que había grabado las canciones. Se ha puesto de manifiesto que la intérprete de los demos, es decir, Mia J, que también coescribió las canciones, junto con el productor, Daniel Sherman. Ellos se sometieron al examen para X.

#### No lanzados
Además de Like A Drug, All I See y Rippin' Up The Disco, productores daneses Mich Hedin Hansen (alias Cutfather) y Jonas Jeberg (alias JayJay) registró un cuarto en esta lista con la pista completamente inédita llamado Down Down, de acuerdo a esta entrevista con ellos en entrevista. Entre los temas inéditos escritos para este disco son: Boys Boys Boys (Mark Ronson / Dennis, por escrito, pero no se registran), Deepest Blue (Minogue / Kurstin / Poole), así como las pistas escrito con Siobhan Fahey, Goldfrapp, Scissor Sisters, Daft Punk y Alan Braxe.
En una intervención de Xposed, incluido en el DVD edición especial del Kylie Live: X2008, Kylie confirmó que hubo otras dos canciones inéditas que no fueron puestas en el álbum: Taprobane y Ruffle My Feathers . Ambos son colaboraciones con Biffco, y se registraron durante las primeras sesiones de grabación para el álbum.
Siguiendo todos los títulos que aparecieron en el filtrado 3CDR que hasta ahora han filtrado en línea o no sido puesto en lanzamiento en forma terminada son: Down Down, Sexual Gold, When The Song Comes On, Guess, Ooh, My Love Is Real, Classic Transit, I Can't Help That, Acid Min, Osmondosis, Simple Boy, One To One, Give Up To Love, Never Be Lonely, To The 9's, Can't Get Enough, What's It Gonna Take, Hush Hush, Thing Called Love, Everlasting Love (Ruffle My Feathers), Hold On, You Make Me Feel, So Safe, Extraordinary Day, Something 2 Believe In, Come Down, You're Hot, Tell You Why, The Reason, Into The Light, Tell It Like It Is, Tell Me That It's Over, We Are, Flower and Drop The Pressure.
Como cada 6 de mayo de 2008, las pistas Ruffle My Feathers y Flower, ambos grabados para X, ya se han escuchado por el público en general, como hizo el repertorio para el tour KylieX2008. En la noche de apertura, Minogue cantó otra pista inédita, llamada That's Why They Write Love Songs, la canción se ha caído después de su presentación.
Algunas pistas de Minogue se presentaron para su inclusión, pero los que no fueron utilizados fueron conservados por los propios artistas originales como Sneaky Sistem de sonido de I Want Everything, mientras que Jake Shears confirmaba una pista grabada para X llamada Singing In My Sleep. Luego indicó que Scissor Sisters puede grabar las canciones para su próximo álbum.

## Críticas
Heart Beat Rock y Wow son las canciones mas ligeras del disco, y la primera probablemente sea la menos consistente. En contraposición, No More Rain y Cosmic fueron concebidas por la Minogue mientras se recuperaba del cancer de mama, y son encantadoras, aun estando fuera de su rango pop sensual bandera, destacan los arreglos agradables en estas canciones.

Kylie intentando en R&B se aprecia en All I See, composición de Lil Eddie (EMI), que deja disfrutar la voz de Kylie y los arreglos, aunque realmente la canción no fue hecha para destacar, sorprende su elección como sencillo del disco.
Finalmente, Stars es otra de las posiciones comodas para la cantante, resalta la conjunción de la voz de Kylie con ese muro potente de pop logrando un sonido sofisticado, que sumado a los matices diluidos de rock, constituye un punto alto en la parte final del disco.
Tratando de visualizar el “X” en el contexto de su discografía, tenemos a una Kylie no queriendo perderse de nada, apostando sin temores por la búsqueda. Y esta audacia, que resalta incluso frente a la de sus anteriores discos, le da un valor especial por encima de que no todo haya cuajado como de costumbre, las mejores canciones del disco terminaron siendo las realizadas con colaboradores antiguos para la cantante (Stannard, Peake y P. Harris).

Adoramos a la Kylie inquieta que busca renovarse y crear nuevas Kylies. Tal vez el disco haya podido mejorarse, como ella misma opina, pero nos ha dejado a sus seguidores con miel en los labios y se espera que su próximo disco sea una búsqueda no menos arriesgada que esta.
PUCP

## Estadísticas
| Estadísticas (2007/08)           | Posición | Certificación | Ventas   |
| -------------------------------- | -------- | ------------- | -------- |
| Australian ARIA Albums Chart     | 1        | Platino       | 80,000+  |
| Greek International Albums Chart | 1        |               |          |
| Taiwan Albums Chart              | 1        |               |          |
| UK Albums Chart                  | 4        | Plata         | 450 000+ |
| Japan Oricon Albums Chart        | 5        |               | 30 000+  |
| European Top 100 Albums          | 9        |               |          |
| Swiss Albums Chart               | 9        | Oro           | 16,000+  |
| Irish Albums Chart               | 14       | Oro           | 10,000+  |
| German Albums Chart              | 15       |               |          |
| Polish ZPAV Albums Chart         | 15       |               |          |
| Austrian Albums Chart            | 16       | Oro           | 10,000+  |
| French Albums Chart              | 19       | Oro           | 85,000+  |
| Mexican Albums Chart             | 23       |               | 25,000+  |
| Belgium Albums Chart             | 26       |               |          |
| Spanish Albums Chart             | 28       |               |          |
| Swedish Albums Chart             | 28       |               |          |
| Italian Albums Chart             | 36       | Plata         | 28,000+  |
| New Zealand RIANZ Albums Chart   | 38       |               |          |
| Canadian Albums Chart            | 43       |               | 5000+    |
| U.S. Billboard 200               | 139      |               | 30 000+  |

## Historia de lanzamiento
| Región         | Fecha                   | Discográfica        | Formato | Catálogo       |
| -------------- | ----------------------- | ------------------- | ------- | -------------- |
| Japón          | 21 de noviembre de 2007 | EMI Music Japan     | CD      | TOCP-66719     |
| Japón          | 21 de noviembre de 2007 | EMI Music Japan     | CD/DVD  | TOCP-66720     |
| Taiwán         | 23 de noviembre de 2007 | EMI                 | CD      | –              |
| Taiwán         | 23 de noviembre de 2007 | EMI                 | CD/DVD  | –              |
| Alemania       | 23 de noviembre de 2007 | EMI                 | CD      | –              |
| Irlanda        | 23 de noviembre de 2007 | EMI                 | CD      | –              |
| Italia         | 23 de noviembre de 2007 | EMI                 | CD      | –              |
| Australia      | 24 de noviembre de 2007 | Mushroom            | CD      | 5144249122     |
| Australia      | 24 de noviembre de 2007 | Mushroom            | CD/DVD  | 5144250532     |
| Reino Unido    | 26 de noviembre de 2007 | Parlophone          | CD      | 513 9522       |
| Reino Unido    | 26 de noviembre de 2007 | Parlophone          | CD/DVD  | 513 9562       |
| Singapur       | 26 de noviembre de 2007 | Parlophone          | CD      | 51474805       |
| Portugal       | 27 de noviembre de 2007 | EMI                 | CD      | –              |
| Portugal       | 27 de noviembre de 2007 | EMI                 | CD/DVD  | –              |
| España         | 27 de noviembre de 2007 | –                   | –       |                |
| Suecia         | 28 de noviembre de 2007 | EMI                 | CD      | 50999-5154730  |
| Suecia         | 28 de noviembre de 2007 | EMI                 | CD/DVD  | 50999-5139562  |
| Argentina      | 3 de diciembre de 2007  | EMI                 | CD      | 50999-5147480  |
| México         | 14 de diciembre de 2007 | EMI                 | CD      | 50999-51474805 |
| México         | 21 de diciembre de 2007 | EMI                 | CD/DVD  | 50999-51494728 |
| Brasil         | 20 de febrero de 2008   | EMI                 | CD      | –              |
| Estados Unidos | 1 de abril de 2008      | Capitol/Astralwerks | CD      | B000X1LJPQ     |
| China          | Primavera 2008          | EMI                 | CD      |                |
| México         | 26 de agosto de 2008    | EMI                 | CD      | 5099923711020  |

## White Diamond/Showgirl Homecoming Live
Junto con el nuevo álbum "X", Kylie estrenó su documental "White Diamond" el cual realizó junto a su director creativo William Baker. "White Diamond" da la oportunidad de ver el proceso por el cual Kylie pasó para su regreso triunfal a los escenarios con "Showgirl Homecoming Tour".
La premier de este documental se realizó en Londres el 16 de octubre con una sola presentación en una cadena de cines de aquel país, estuvo anunciado como "White Diamond: The Documentary. For One Night Only". Kylie asistió al evento con un vestido color dorado con cristales Swarovski diseñado por Dolce&Gabbana valuado en un poco más de 500 mil libras. A la premier asistieron amigos y familiares de la cantante, su hermana Dannii dijo: "Estoy muy orgullosa de ella y feliz que pueda trabajar nuevamente".
Este DVD fue lanzado el 7 de diciembre, su presentación es de un CD doble; el primero contiene el documental con una duración de aproximadamente dos horas y el dueto que realizó con Dannii de la canción Kids durante una presentación en Melbourne, y Showgirl Homecoming Live, grabado en Melbourne, Australia en diciembre de 2006, este como segundo disco.